# Кубок африканських націй 1970
Кубок африканських націй 1970 року — 7-а континентальна футбольна першість, організована Африканською конфедерацією футболу. Змагання проходили з 6 по 16 лютого 1970 року у Судані. Всього було зіграно 16 матчів, в яких забито 51 м’яч (в середньому 3,19 м’яча за матч). Збірна Судану вперше стала чемпіоном Африки, подолавши у фінальному матчі збірну Гани з рахунком 1:0.

## Учасники
За результатами кваліфікації місце у фінальному розіграші здобули такі команди (число в дужках показує вкотре команда брала участь у фінальному турнірі африканської першості):
- Ефіопія (7)
- Єгипет (5)
- Гана (4)
- Судан (4) — кваліфікований автоматично як господар.
- Конго-Кіншаса (3) — кваліфікована автоматично як діючий чемпіон.
- Кот-д'Івуар (3)
- Гвінея (1)
- Камерун (1)

## Груповий етап

### Група A
|             |   |   |   |   |    |    |   |
| Команда     | І | В | Н | П | МЗ | МП | О |
| Кот-д'Івуар | 3 | 2 | 0 | 1 | 9  | 4  | 4 |
| Судан       | 3 | 3 | 0 | 1 | 5  | 2  | 4 |
| Камерун     | 3 | 2 | 0 | 1 | 7  | 6  | 4 |
| Ефіопія     | 3 | 0 | 0 | 3 | 3  | 12 | 0 |
|             |   |   |   |   |    |    |   |

| Результати     |                  |             |           |             |
| Дата           | Місце проведення |             | Результат |             |
| 6 лютого 1970  | Хартум           | Камерун     | 3:2       | Кот-д'Івуар |
| 6 лютого 1970  | Хартум           | Судан       | 3:0       | Ефіопія     |
| 8 лютого 1970  | Хартум           | Камерун     | 3:2       | Ефіопія     |
| 8 лютого 1970  | Хартум           | Кот-д'Івуар | 1:0       | Судан       |
| 10 лютого 1970 | Хартум           | Кот-д'Івуар | 6:1       | Ефіопія     |
| 10 лютого 1970 | Хартум           | Судан       | 2:1       | Камерун     |
|                |                  |             |           |             |

### Група B
|               |   |   |   |   |    |    |   |
| Команда       | І | В | Н | П | МЗ | МП | О |
| Єгипет        | 3 | 2 | 1 | 0 | 6  | 2  | 5 |
| Гана          | 3 | 1 | 2 | 0 | 4  | 2  | 4 |
| Гвінея        | 3 | 0 | 2 | 1 | 4  | 7  | 2 |
| Конго-Кіншаса | 3 | 0 | 1 | 2 | 2  | 5  | 1 |
|               |   |   |   |   |    |    |   |

| Результати     |                  |               |           |               |
| Дата           | Місце проведення |               | Результат |               |
| 6 лютого 1970  | Вад-Мадані       | Гана          | 2:0       | Конго-Кіншаса |
| 6 лютого 1970  | Вад-Мадані       | Єгипет        | 4:1       | Гвінея        |
| 8 лютого 1970  | Вад-Мадані       | Конго-Кіншаса | 2:2       | Гвінея        |
| 8 лютого 1970  | Вад-Мадані       | Єгипет        | 1:1       | Гана          |
| 10 лютого 1970 | Вад-Мадані       | Гвінея        | 1:1       | Гана          |
| 10 лютого 1970 | Вад-Мадані       | Єгипет        | 1:0       | Конго-Кіншаса |
|                |                  |               |           |               |